# خداحافظ کلومبوس (فیلم)
«خداحافظ کلومبوس» (انگلیسی: Goodbye, Columbus) فیلمی در ژانر کمدی رمانتیک، رمانتیک، و کمدی-درام است که در سال ۱۹۶۹ منتشر شد. از بازیگران آن می‌توان به ریچارد بنجامین، الی مک‌گرو، جک کلاگمن و نان مارتین اشاره کرد. این فیلم در سال ۱۹۶۹ نهمین فیلم پرفروش در آمریکا شد.